# Willem de Vries Lentsch
Willem de Vries Lentsch (Amsterdã, 10 de setembro de 1886 — 6 de março de 1980) foi um velejador neerlandês, medalhista olímpico. Ele competiu nos Jogos Olímpicos de Verão de 1936 na classe Star e conquistou a medalha de bronze na disputa a bordo do BEM II com Bob Maas.
Havia outros velejadores olímpicos em sua família. Seu irmão Gerard de Vries Lentsch conquistou a medalha de prata na classe de 8 Metre em 1928, e seu filho Wim de Vries Lentsch participou das regatas olímpicas de vela em 1948 e 1952.